# Phyllotini
De Phyllotini, Leaf-eared Mice en verwanten, is een van de tribus van de Amerikaanse muizen en ratten (familie Cricetidae, onderfamilie Sigmodontinae). Er zijn 11 geslachten en 64 soorten, die op Calomys na alleen in de Andes van Ecuador tot Vuurland en de Chaco van Paraguay, Noord-Argentinië en Bolivia voorkomen. Calomys komt ook voor in grote delen van Centraal- en Zuid-Brazilië, met een geïsoleerde populatie (C. hummelincki) in Venezuela en Colombia en op de Nederlandse Antillen.

## Indeling
De tribus omvat de volgende geslachten:
- Tribus Phyllotini Vorontzov, 1959
  - Geslacht Andalgalomys Williams & Mares, 1978 (Chaco Mice). 2 soorten.
  - Geslacht Auliscomys Osgood, 1915 (Painted Big-eared Mice). 3 levende soorten en 3 fossiele.
  - Geslacht Calassomys Pardiñas et al., 2014. 1 soort.
  - Geslacht Calomys Waterhouse, 1837 (Vesper Mice). 19 soorten.
  - Geslacht Eligmodontia Cuvier, 1837 (Gerbil-Mice). 7 soorten.
  - Geslacht Galenomys Thomas, 1916 (Garlepp's Mouse). 1 soort.
  - Geslacht Graomys Thomas, 1916 (Pale Leaf-eared Mice). 4 levende soorten en 1 fossiele.
  - Geslacht Loxodontomys Osgood, 1947 (Southern Big-eared Mice). 1 soort.
  - Geslacht Phyllotis Waterhouse, 1837 (Leaf-eared Mice). 23 soorten.
  - Geslacht Salinomys Braun & Mares, 1995 (Delicate Salt-flat Mouse). 1 soort.
  - Geslacht Tapecomys Anderson & Yates, 2000 (Tapecua Rat). 2 soorten.

Abrotrichini · Akodontini · Andinomyini · Euneomyini · Ichthyomyini · Neomicroxini · Oryzomyini · Phyllotini · Reithrodontini · Rhagomyini · Sigmodontini · Thomasomyini · Wiedomyini

Incertae sedis: Abrawayaomys · Chinchillula · Delomys
Andalgalomys · Auliscomys · Calassomys · Calomys · Eligmodontia · Galenomys · Graomys · Loxodontomys · Phyllotis · Salinomys · Tapecomys